# Chiesa di San Giovanni Battista (Candiolo)
La chiesa di San Giovanni Battista è la parrocchiale di Candiolo, in città metropolitana e arcidiocesi di Torino; fa parte del distretto pastorale Torino Sud-Est.

## Storia
La primitiva chiesa del paese fu la chiesa della Madonna della Spina, che apparteneva all'Ordine di Malta e che è menzionata come parrochialem sub titulo Sancte Marie loci Candioli negli atti relativi alla visita compiuta nel 1584 da monsignor Peruzzi.
Nel 1713 questo luogo di culto venne sostituito dalla nuova parrocchiale neoclassica dedicata a San Giovanni Battista, la cui costruzione fu finanziata da fra' Marcello Sacchetti.
Il cimitero, che un tempo sorgeva attorno alla chiesa, venne spostato fuori dal centro abitato nel 1836 e nel 1842 la parrocchiale fu ampliata con l'edificazione delle navate laterali; nel 1881 si provvide a prolungare la struttura di otto metri e a realizzare la facciata.
Nel 1967, in ossequio alle norme postconciliari, la parrocchiale venne dotata dell'ambone e dell'altare rivolto verso l'assemblea; nel 1979 fu condotto un intervento d'impermeabilizzazione dei muri esterni.

## Descrizione

### Esterno
La facciata a salienti della chiesa, rivolta a nordovest, si compone di tre corpi: quello centrale, scandito da quattro semicolonne d'ordine composito sorreggenti il frontone triangolare, presenta il portale d'ingresso architravato e un dipinto con soggetto San Giovanni,  mentre le due ali laterali, abbellite da paraste con capitelli corinzi, sono caratterizzate da due tondi con sacre raffigurazioni e coronate da semitimpani.
Annesso alla parrocchiale è il campanile a pianta quadrata, la cui cella presenta su ogni lato una monofora a tutto sesto e coperta dal tetto a quattro falde.

### Interno
L'interno dell'edificio è suddiviso in tre navate da pilastri sorreggenti degli archi a tutto sesto, sopra i quali corre la trabeazione aggettante e modanata su cui si imposta la volta a botte; al termine dell'aula si sviluppa il presbiterio, rialzato di due gradini, ospitante l'altare maggiore in marmi policromi e chiuso dall'abside semicircolare.
L'opera di maggior pregio qui conservata è la pala dell'altare maggiore, il cui soggetto è San Giovanni Battista.